# CRYBA2
CRYBA2 (англ. Crystallin beta A2) – білок, який кодується однойменним геном, розташованим у людей на 2-й хромосомі. Довжина поліпептидного ланцюга білка становить 197 амінокислот, а молекулярна маса — 22 096.
| 10         |  | 20         |  | 30         |  | 40         |  | 50         |
| ---------- |  | ---------- |  | ---------- |  | ---------- |  | ---------- |
| MSSAPAPGPA |  | PASLTLWDEE |  | DFQGRRCRLL |  | SDCANVCERG |  | GLPRVRSVKV |
| ENGVWVAFEY |  | PDFQGQQFIL |  | EKGDYPRWSA |  | WSGSSSHNSN |  | QLLSFRPVLC |
| ANHNDSRVTL |  | FEGDNFQGCK |  | FDLVDDYPSL |  | PSMGWASKDV |  | GSLKVSSGAW |
| VAYQYPGYRG |  | YQYVLERDRH |  | SGEFCTYGEL |  | GTQAHTGQLQ |  | SIRRVQH    |

A: Аланін

C: Цистеїн

D: Аспарагінова кислота

E: Глутамінова кислота

F: Фенілаланін

G: Гліцин

H: Гістидин

I: Ізолейцин

K: Лізин

L: Лейцин

M: Метіонін

N: Аспарагін

P: Пролін

Q: Глутамін

R: Аргінін

S: Серин

T: Треонін

V: Валін

W: Триптофан